# Discurso indireto
O discurso indireto é definido como o registro da fala da personagem sob influência por parte do narrador. Nesse tipo de discurso, os tempos verbais são modificados para que haja entendimento quanto à pessoa que fala. Além disso, costuma a citar o nome de quem fez  a fala ou fazer algum tipo de referência. Neste tipo de discurso narrativo o narrador interfere na fala da personagem. Este conta aos leitores o que a personagem disse, no entanto o faz na 3ª pessoa. As palavras da personagem não são reproduzidas, e sim "traduzidas" na linguagem do narrador. Também é sem travessão. No fundo são apenas a junção dos dois modos verbais. A pessoa não pergunta verdadeiramente, é o narrador que faz a pergunta com o nome do personagem. Não permite que as personagens se exprimam livremente,uma vez que as falas da personagem são ditas pelo narrador.
É caracterizado por não ser uma transcrição exata da fala das personagens, ou seja, com a participação do narrador. Sendo encarado como mais difícil e mais dinâmico dos discursos.